# Yod kerc'h

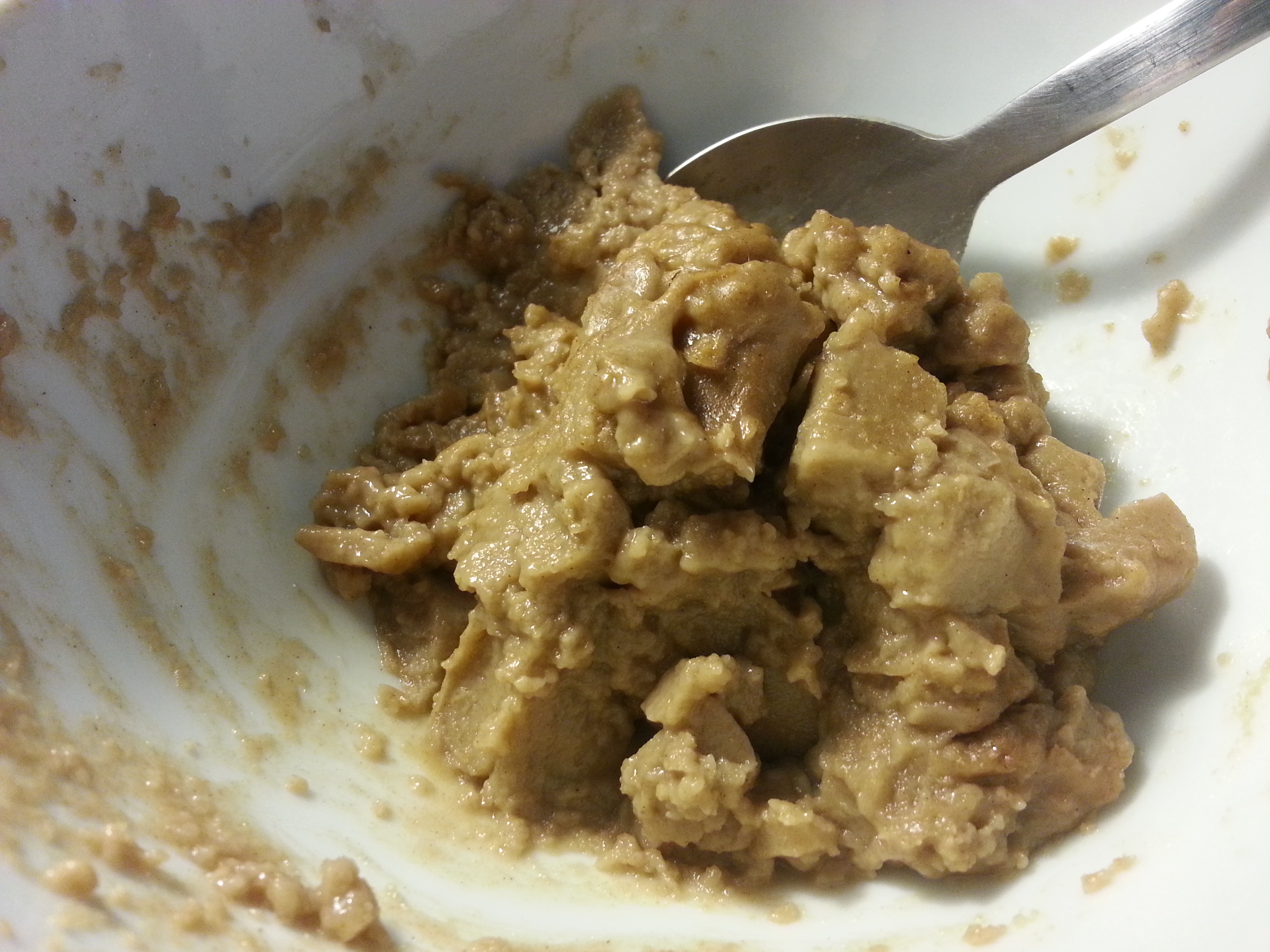
Yod kerc'h

La yod kerc'h (en bretón yod: papilla, y kerc'h: avena) es una crema de avena tradicional del oeste de Bretaña, en Francia. Es un plato que se puede consumir en crema o en tortitas.

## Características
Esta crema se elabora con harina de avena diluida y cocida en agua o en leche. Durante la larga cocción (en torno a una hora) se remueve constantemente la mezcla con un palo especial llamado bazh yod o vaz yod. Se toma caliente o templada en cuencos o platos soperos, haciendo un hueco en el centro en el que se pone a derretir un trozo de mantequilla salada. Tradicionalmente la yod kerc'h es salada pero hay quien la prepara dulce.
Una vez fría, la crema se vuelve más espesa lo que permite consumirla de otra manera: se corta en porciones que se saltean y se doran en una sartén con mantequilla salada. La yod kerc'h se toma acompañada con suero de leche, llamado allí leche ribod o ribot.

## Historia
La avena y el trigo sarraceno eran cereales muy consumidos en Bretaña hasta principios del siglo XX, ya que tradicionalmente el trigo candeal era demasiado caro para la mayoría de la población. Las gachas de cereales fueron la base de la alimentación de las clases populares hasta finales del siglo XVIII; servían también para elaborar tortas y galettes caseras (hasta el siglo XIX las galettes eran gruesas) que sustituían al pan, un alimento relativamente lujoso que había que cocer mediante pago en los hornos públicos del señor feudal. Luego el pan de avena siguió siendo un pan muy extendido junto al pan de trigo sarraceno y el pan de centeno.
Tradicionalmente la harina de avena se ponía en remojo la víspera, para que el salvado se desprendiera y subiera a la superficie: se retiraba y servía de alimento para los cerdos. La harina se dejaba unas horas más en remojo antes de ser colada, y se procedía a cocerla en un caldero o una olla de barro. Los comensales comían la yod kerc'h directamente del caldero: excavaban cada uno un hueco en la crema donde dejaban un trozo de mantequilla, y una vez derretida comían su porción con una cuchara de madera.
Hoy en día, este tipo de cremas/gachas, a las que llaman "papillas", siguen siendo muy apreciadas en Bretaña aunque desde mediados del siglo XX hayan sido un poco olvidadas en beneficio de alimentos más contemporáneos. La yod kerc'h se encuentra precocinada en comercios del oeste de la región, pero se sigue preparando de manera casera.